# Фонд Сайберус
Фонд Сайберус — международный фонд развития кибербезопасности, основанный в 2021 году в России. На фоне кибератак на российские компании Винлаб и Аэрофлот в июле 2025 года фонд опубликовал исследование киберзащищенности российского бизнеса, согласно которому две трети российских компаний можно взломать за сутки.
Один из основателей фонда — Юрий Максимов, российский миллиардер, общественный деятель, сооснователь единственной российской публичной компании в сфере кибербезопасности Positive Technologies.
Фонд сотрудничает с Министерством энергетики Российской Федерации и секретариатом Организации Договора о Коллективной Безопасности (ОДКБ).
С 2024 года фонд Сайберус является участником ежегодной международной встречи высоких представителей, курирующих вопросы безопасности, организуемой Советом Безопасности Российской Федерации.

## F6 и F.A.C.C.T. (бывшая Group-IB)
В ноябре 2024 года фонд объявил о создании новой российской компании F6 по борьбе с киберпреступностью и разработке современных технологий предотвращения и расследования киберпреступлений. Фонду принадлежит 47 % в новой компании. Остальная доля распределена между частными инвесторами. Одновременно с этим фонд сообщил о сделке по покупке части активов компании F.A.C.C.T. (бывшая Group-IB). После сделки активы F.A.C.C.T. перешли компании F6.